# リムガゼル
リムガゼル（Gazella leptoceros）は、ウシ科ガゼル属に分類される偶蹄類。

## 分布
アルジェリア、エジプト、スーダン、チャド中部、ニジェール、マリ共和国、リビア

## 形態
体長100-110センチメートル。尾長15-20センチメートル。肩高65-72センチメートル。体重20-35キログラム。背面の毛衣は淡黄褐色や黄白色。眼から鼻孔にかけて淡褐色の斑紋（顔側線）が入る。鼻の背面は淡褐色、側面は黄白色、下部は淡灰黄色。体側面や大腿部に淡褐色の帯模様が入る。臀部の白色部は腰に達しない。
雌雄共に横から見ると湾曲が弱いアルファベットの「S」字状の細長い角がある。角長オス30-41センチメートル、メス20-28センチメートル。角の断面は細長い卵型で、角の表面には20-25個の節がある。主蹄は細長く、側蹄は短く幅広い。後肢基部内側（鼠蹊腺）に臭腺がある。
出産直後の幼獣は体重1.8-2キログラム。

## 生態
砂漠に生息する。ペアもしくは1頭のオスと数頭のメスと幼獣からなる家族群を形成して生活する。
食性は植物食で、草や木の葉を食べる。水をほとんど飲まなくても生存が可能で、必要な水分は露や食物から摂取する。
繁殖形態は胎生。妊娠期間は156-169日。1回に1頭の幼獣を産む。オスは生後10か月半で性成熟する。

## 人間との関係
旱魃や乱獲などにより生息数は激減している。ニジェールでの1980年代における生息数は1,000頭と推定されている。